# Sterculia tragacantha
Sterculia tragacantha es una especie de planta del género Sterculia y la familia Malvaceae. La especie es propia de la zona tropical de África desde Sierra Leona hasta la República Democrática del Congo, sur de Angola, Zambia y Tanzania.
A veces se desarrolla como arbusto caducifolio que alcanza una altura de 5 a 12 m, pero en forma más común es un árbol que alcanza 25 m de altura aunque algunos especímenes pueden llegar a medir 40 m de alto. Su fronda tiende a ser relativamente pequeña y muy famificada. El tronco, que a veces tiene contrafuertes alados, puede llegar a medir 75cm de diámetro y no se ramifica sino a partir de los 18 m de alto.
El árbol es valorado especialmente por la goma que se obtiene de su tronco que se utiliza para varios fines. Las hojas jóvenes en algunas regiones forman parte importante de la dieta alimenticia. De su corteza se obtiene una fibra.